# MetNet
Las MetNet son una serie de sondas espaciales con el objetivo de tomar datos meteorológicos del planeta Marte. Las sondas son de pequeño tamaño (unos 20 kg) por lo que se pretende fabricarlas en grandes cantidades.
Las sondas se construyen bajo el liderazgo del Instituto Meteorológico Finlandés, y con la participación del Instituto de Investigación Espacial (IKI) de la Academia de Ciencias de Rusia (en colaboración con NPO Lavochkin) y el Instituto Nacional de Técnica Aeroespacial (INTA) de España.
El desarrollo de los MetNet comenzó en el 2001, con la construcción de los primeros prototipos en el 2003-2006. Entre las opciones barajadas para su lanzamiento se encontró la fallida Fobos-Grunt en 2011 la primera de ellas, no siendo incorporados finalmente a la misión por exceso de peso.
El coste de cada estación de aterrizaje está estimado en un millón de euros, mientras que el de la misión completa (con el orbitador) en 295 millones de euros.

## Objetivos

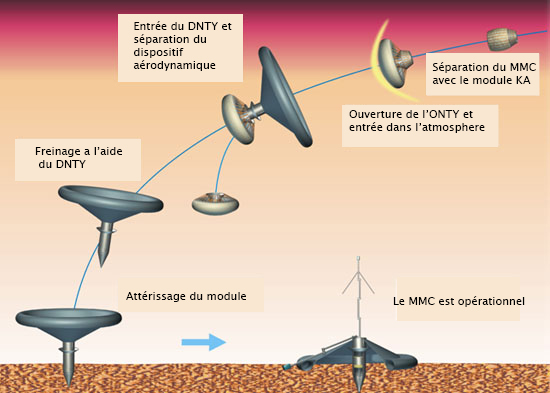
Etapas del descenso.

- Estudio de la distribución y circulación del agua, dióxido de carbono y polvo
- Estudio de la interacción entre suelo y atmósfera.
- Determinación de las características atmosféricas en vertical.
- Observación de las nubes.
- Toma de datos sísmicos y magnéticos.
- Caracterización de la atmósfera a mesoescala.
- Realización de predicciones meteorológicas.
- Comparación entre observación orbital y en el suelo.

## Desarrollo de la misión
Los MetNet pueden enviarse a Marte de camino al planeta o bien una vez en órbita. Para la Fobos-Grunt se ha escogido la primera opción, lo que significa que volarán en solitario durante unos días o semanas. Para la misión definitiva se prevé que se haga de las dos formas.
Los lugares de aterrizaje previstos no han sido anunciados, si bien se tiene preferencia por:
- Estudiar zonas científicamente interesantes (polos, Hellas Planitia, Tharsis, etc.).
- Estudiar zonas ya caracterizadas con anterioridad (lugares de aterrizaje de las Viking y Mars Pathfinder).
- Para la Mars MetNet, crear una red de unas cinco estaciones relativamente cercanas entre sí.

Las sondas se protegerán del calor de la reentrada mediante un escudo inflable. Una vez la velocidad haya decaído hasta mach 0'8, cuando se abrirá un nuevo escudo inflable. La velocidad de impacto sobre la superficie marciana será de unos 45-55 m/s (160-200 km/h) y la deceleración máxima unos 500 Gs. Unos dos o tres semanas después del aterrizaje, una vez comprobado el estado de las sondas, comenzarán las operaciones rutinarias.
El objetivo es que los MetNet estén funcionando durante dos años marcianos; si la misión termina ese plazo con éxito se plantea la posibilidad de extenderla por otros dos. Las estaciones de aterrizaje se comunicarán con el orbitador cada unos pocos días y este retransmitirá la información a la Tierra. En caso necesario se pueden usar alguno de los otros orbitadores existentes en Marte. Las estaciones pueden transmitir a un ritmo de 16 kbps, mientras que el orbitador lo puede hacer a 262.
Debido al uso de RTGs rusos como fuente de energía, todos los MetNet deberán partir en cohetes rusos. Cada uno de los RTGs pesa 400 g y proporcionan sólo 0,5 W de potencia, por lo que para hacer funcionar los instrumentos hay que recurrir a baterías, que pesan 260 g. El orbitador, en cambio, funciona exclusivamente con paneles solares.

### Instrumentación
En total las MetNet llevan 14 instrumentos científicos, que pesan un total de 2 kg .
Durante la fase de descenso la sonda tomará datos mediante instrumentos dispuestos en su parte exterior. Dispone de: cámara, termómetro y barómetro. Cuenta, además, con un acelerómetro en su interior.
Una vez haya chocado contra el suelo entrarán en servicio los siguientes instrumentos:
- En un mástil que se desplegará hacia arriba: anemómetro, cámara, termómetro e higrómetro. En este mástil se encuentra, además, la antena de comunicaciones.
- En el interior de la sonda, por debajo del nivel del suelo: sismómetro, detector de agua y termómetros de subsuelo.
- En la parte exterior de la sonda, por encima del nivel del suelo: medidor de la transparencia atmosférica.
- Conectados a la sonda mediante cables, en la superficie del suelo: magnetómetro y analizador del suelo.

Además de esto, el orbitador previsto (MetNet Orbiter) cuenta con un único instrumento para estudiar la atmósfera marciana.